# Corcovado (Hatillo)
Corcovado es un barrio ubicado en el municipio de Hatillo en el estado libre asociado de Puerto Rico. En el Censo de 2010 tenía una población de 4617 habitantes y una densidad poblacional de 493,94 personas por km².

## Geografía
Corcovado se encuentra ubicado en las coordenadas 18°26′50″N 66°46′48″O / 18.44722, -66.78000. Según la Oficina del Censo de los Estados Unidos, Corcovado tiene una superficie total de 9.35 km², de la cual 9.33 km² corresponden a tierra firme y (0.17%) 0.02 km² es agua.

## Demografía
Según el censo de 2010, había 4617 personas residiendo en Corcovado. La densidad de población era de 493,94 hab./km². De los 4617 habitantes, Corcovado estaba compuesto por el 88.11% blancos, el 3.05% eran afroamericanos, el 0.26% eran amerindios, el 0.09% eran asiáticos, el 6.82% eran de otras razas y el 1.67% pertenecían a dos o más razas. Del total de la población el 99.2% eran hispanos o latinos de cualquier raza.